# Virville
Virville település Franciaországban, Seine-Maritime megyében. Lakosainak száma 343 fő (2022. január 1.). Virville Graimbouville, Houquetot, Manneville-la-Goupil, Parc-d’Anxtot és Saint-Gilles-de-la-Neuville községekkel határos.

## Népesség
A település népessége az elmúlt években az alábbi módon változott:
| Lakosok száma | 361  | 363  | 370  | 357  | 355  | 351  | 348  | 344  | 343  |
|               | 2013 | 2015 | 2016 | 2017 | 2018 | 2019 | 2020 | 2021 | 2022 |